# Mucho
Mucho és una agència de comunicació i estudi de disseny creat el 2003 a Barcelona.
Els fundadors són Marc Català i Pablo Juncadella, que van prendre la decisió després de passar per The Observer com a directors creatius. La marca va néixer com un projecte per a Xocoa. El 2010 s'hi va sumar Tilman Solé, procedent de Summa. El primer és l'artista, el segon el seny i el tercer l'equilibri.
El 2013 es va fusionar amb l'estudi anglès Dowling Duncan. Per això a més de la de Barcelona i Berlín (2011), amb la fusió van sumar oficines a Londres i Newark procedents de Downling, i a Nova York i San Francisco provinents de Duncan. El 2013 l'equip estava format per 22 persones, 16 de les quals treballaven a Barcelona, i el volum de negoci sumava 1,5 milions d'euros.